# Вдова Кудер (фильм)
«Вдова Кудер» — художественный фильм 1971 года по одноимённому роману Жоржа Сименона.

## Сюжет
Франция, июнь 1934 года. Молодой человек (Ален Делон) появляется в деревушке и сразу встречает пожилую женщину (Симона Синьоре) с тяжёлым ящиком. Он вызывается помочь донести поклажу, так они и знакомятся — беглый преступник Жан и одинокая вдова Кудер. Вдова даёт Жану кров, еду, работу. А вскоре они становятся сожителями. У вдовы Кудер старая ссора с роднёй её умершего мужа, они хотят отобрать дом и всё, что осталось после его смерти. Жан становится для вдовы незаменимым помощником и защитником, и вот уже родственники не рискуют помыкать одинокой женщиной, на чердаке вдовьего дома работает инкубатор, герои строят планы. Но их роман был обречён с самого начала и надеждам не суждено сбыться…

## В ролях
- Ален Делон — Жан Лавинь
- Симона Синьоре — Тати, вдова Кудер
- Оттавия Пикколо — Фелиси
- Жан Тиссьё — Анри Кудер
- Моник Шометт — Франсуаза
- Боби Лапуан — Дезире
- Жан-Пьер Кастальди — инспектор
- Пьер Колле — комиссар Малле
- Робер Фавар — префект
- Андре Руйё — жандарм
- Франсуа Валор — полковник Люк де Мортемон